# Supercoppa portoghese 2022 (pallavolo femminile)
La Supercoppa portoghese 2022 si è svolta il 5 ottobre 2022: al torneo hanno partecipato due squadre di club portoghesi e la vittoria finale è andata per la quarta volta consecutiva al Porto.

## Regolamento
Le squadre hanno disputato una gara unica.

## Squadre partecipanti
| Squadra | Qualificazione                         |
| ------- | -------------------------------------- |
| Leixões | Vincitrice Coppa di Portogallo 2021-22 |
| Porto   | Vincitrice Primeira Divisão 2021-22    |

## Torneo
| 5 ottobre 2022 Pavilhão Municipal Santo Tirso, Santo Tirso Durata: 2h:32 - Spettatori: 650 | Porto | 3 - 2 | Leixões | 25-21, 24-26, 16-25, 32-30, 15-12 |